# The Proclaimers
The Proclaimers is een Schotse band rondom de eeneiige tweeling Charlie en Craig Reid (Leith (Schotland), 5 maart 1962). De bekendste nummers van de band zijn Letter from America en I'm Gonna Be (500 miles).

## Biografie
De broers groeiden op in het stadje Auchtermuchty, gelegen in het Schotse Fife. Nadat ze op school in enkele punkgroepen hadden gespeeld, richtten ze in 1983 samen The Proclaimers op. Het duo genoot veel belangstelling in 1987, toen ze optraden in het Channel 4-programma The Tube. Het nummer Letter from America behaalde een derde plaats in de Britse hitlijst, het album This is the story werd goud. Het tweede album, Sunshine on Leith, kwam uit in 1988. De eerste hit van dit album werd I'm Gonna Be (500 miles), een nummer dat vijf jaar later gebruikt zou worden als titelmuziek van de film Benny & Joon met een nog jonge Johnny Depp in een van de hoofdrollen en als eindgeneriek in The Angels' share. Het nummer I'm on my way, afkomstig van hetzelfde album, werd pas een succes nadat het in 2001 in de film Shrek was gebruikt.
De broers Reid zijn fans van Hibernian FC uit Edinburgh, en hun nummer Sunshine on Leith wordt bij elke thuiswedstrijd gespeeld. Als Hibernian een doelpunt maakt, wordt het refrein van I'm gonna be (500 miles) gezongen.
Over de grens werd de groep voornamelijk populair in Australië. In 1989 toerde de band langs de grote steden van dat continent. In het voorprogramma trad in Sydney en Canberra The Mexican Spitfires op.
In 1994 werkten de broers opnieuw mee aan een film: het nummer Get Ready werd gebruikt voor de soundtrack van de film Dumb and Dumber. In 1996 werd het nummer Over And Done With gebruikt voor de soundtrack van Bottle Rocket.
Op 6 juli 2005 trad de band op in het voorprogramma van Edinburgh 50,000 - The Final Push in Murrayfield Stadium. Ze speelden I'm Gonna Be (500 Miles) als symbool voor The Long Walk To Justice.
In 2007 stond hun hit I'm Gonna Be (500 Miles) opnieuw op één in de Britse hitlijsten. Matt Lucas en Peter Kay hadden, speciaal voor Comic Relief hun versie herschreven (walk 500 miles werd roll 500 miles). Het nummer verscheen op single en kwam onmiddellijk binnen op één, waarop het drie weken bleef staan.
In 2012 werd "I'm Gonna Be (500 Miles)" gebruikt voor de film The Angels' Share, geregisseerd door Ken Loach.
In de Premier League of Darts 2013 is het nummer "I'm Gonna Be (500 Miles)" ook inmiddels weer opnieuw een grote hit dankzij Robert Thornton. De Schotse darter komt steevast het podium op begeleid door dit nummer, het publiek gaat dan compleet uit zijn dak en zingt het luidkeels mee.
Hun lied "I'm Gonna Be (500 Miles)" speelt ook een belangrijke rol in de serie "How I Met Your Mother".

## Discografie
- This is the Story (1987)
- Sunshine on Leith (1988) met I'm gonna be (500 miles)
- King of the Road (1990)
- Hit the Highway (1994)
- Persevere (2001)
- The Best of The Proclaimers 1987-2002 (2002)
- The Best of The Proclaimers 1987-2002 (dvd, 2002)
- Born Innocent (2003 in het Verenigd Koninkrijk, 2004 in de Verenigde Staten)
- Finest (alleen in het Verenigd Koninkrijk, 2004)
- Restless Soul (2005)
- Life With You (2007)
- Notes & Rhymes (2009)
- Let's hear it for the dogs (2015)
- Angry Cyclist (2018)

### NPO Radio 2 Top 2000
| Nummer met noteringen in de NPO Radio 2 Top 2000 | '15  | '16 | '17 | '18 | '19 | '20 | '21 | '22 | '23 | '24 |
| ------------------------------------------------ | ---- | --- | --- | --- | --- | --- | --- | --- | --- | --- |
| I’m Gonna Be (500 Miles)                         | 1911 | 436 | 350 | 280 | 254 | 234 | 274 | 290 | 273 | 327 |

1. ↑  Een vetgedrukt getal geeft de hoogste notering aan.
2. ↑  2015 was het eerste jaar met een notering voor dit nummer.